# دی‌اواف
دی‌اواف (انگلیسی: DOF ASA) شرکت ترابرد باری نروژی است، که در سال ۱۹۸۱ تأسیس شد.